# انیدرید اسید

فرمول کلی انیدرید اسیدها که در آن R نشان دهنده یک زنجیر جانبی است و گروه عاملی به رنگ آبی نشان داده شده است..

'انیدرید' اسیدها(به انگلیسی: acid anhydride) دسته‌ای از ترکیبات آلی هستند که از دو گروه آسیل متصل به یک اکسیژن به عنوان گروه عاملی مشترک، تشکیل شده‌اند. یکی از کاربردهای این ترکیبات در تولید انواع استرها است.

## روش تولید
انیدرید اسید در صنعت از طرق مختلف تهیه می‌شود. انیدرید اسید به صورت شاخص به روش کربناته شدن متیل استات تولید می‌شود. مالئیک انیدرید به روش اکسیداسیون بنزن یا بوتان به دست می آید. روش‌های آزمایشگاهی بر خشک کردن اسیدهای متناظر تأکید دارد. شرایط تولید برای هر اسیدی متفاوت است اما فسفر پنتااکسید یک عامل خشک‌کننده رایج است.
2CH3COOH + P4O10 → CH3C(O)OC(O)CH3 + P4O9(OH)2
کلرید اسید نیز بر فسفر تأثیرگذار است.
CH3C(O)Cl + HCO2Na → HCO2COCH3 + NaCl
انیدریدهای مرکب حاوی گروه استیک توسط کتن به دست می آید
RCO2H + H2C=C=O → RCO2C(O)CH3